# Ophiochalcis scabra
Ophiochalcis scabra is een slangster uit de familie Ophiuridae.
De wetenschappelijke naam van de soort werd in 1905 gepubliceerd door René Koehler.